# Aimo Kanerva
Pour les articles homonymes, voir Kanerva.
Aimo Ilmari Kanerva le 19 janvier 1909 à Lahti – mort le 16 décembre 1991 à Helsinki) est un artiste peintre finlandais.

## Biographie
Aimo Kanerva étudie à l'école centrale d'art, en 1931–1934, puis à l'académie des beaux-arts d'Helsinki en 1934–1935.
Ensuite, il est l'élève de Eemu Myntti à Laihia et Vaasa.
Aimo Kanerva représente la Finlande à la biennale de Venise de 1960.
Il est enterré sur la colline des artistes du cimetière d'Hietaniemi.

## Œuvres
- Impilahden rotkoja, 1940
- Kristus, Ristiinnaulittu, 1947
- Hiirenvirnoja, 1962
- Omakuva, 1969

## Reconnaissance
- Médaille Pro Finlandia, 1954
- Prix Helsinki, 1965
- Prix de la Société du Kalevala (fi), 1971, 1989
- Prix de l'Association des Beaux-Arts, 1974
- Prix de la Fondation culturelle finlandaise, 1978
- Prix d'État pour les arts visuels, 1982
- Pro Finlandia 1958
- Ordre de la Rose blanche, Chevalier de 1re classe, 1963
- Ordre de la Rose blanche, Commandeur, 1983
- Ordre du Mérite de la République italienne, Commandeur, 1984
- Titre de Professeur, 1969